# Regatul Merina
Regatul Merina sau Regatul Madagascarului, oficial Regatul Imerina (în malgașă Fanjakan'Imerina; c. 1540-1897), a fost un stat precolonial în largul coastei Africii de Sud-Est care, până în secolul al XVIII-lea, a dominat cea mai mare parte a ceea ce este acum Madagascar. S-a răspândit din Imerina, regiunea Zonele Muntoase Centrale locuită în principal de etnia Merina, cu o capitală spirituală la Ambohimanga și o capitală politică la 24 de km (15 mile) în vest la Antananarivo, în prezent sediul guvernului pentru statul modern Madagascar. Regii și reginele Merina care au condus peste Madagascarul Mare în secolul al XIX-lea au fost descendenții unei lungi linii de regalitate ereditară Merina, originară din Andriamanelo, căruia i se atribuie în mod tradițional cu fondarea Imerinei în 1540.
În 1883, Franța a invadat Regatul Merina pentru a înființa un protectorat. Franța a invadat din nou în 1894 și a cucerit regatul, făcându-l o colonie franceză, în ceea ce a devenit cunoscut sub numele de Războaiele Franco-Hova.